# Pierre-Robert Leclercq
Pour les articles homonymes, voir Leclercq.
Pierre-Robert Leclercq (né le 17 décembre 1931 à Limoges et mort le 10 novembre 2016 à Paris) est un romancier, essayiste, auteur dramatique et critique littéraire français.

## Biographie
Né à Limoges, mais Versaillais de cœur, d'un père picard, wattman, et d'une mère ch'ti, concierge. Pierre-Robert Leclercq fait sa scolarité à Versailles. Titulaire du Brevet élémentaire, il devient instituteur, puis administrateur de "Théâtre et Culture", de Marcelle Tassencourt, au théâtre Montansier et finalement écrivain, auteur de plus de quarante livres : romans, essais, pamphlets, recueils de nouvelles et de poèmes.
Il a entretenu une riche correspondance professionnelle et privée avec Jacques et Raïssa Maritain, Gustave Thibon, Albert Béguin, Marcel Jouhandeau, Henry de Montherlant, et, sur l’art dramatique, avec une trentaine de comédiens et comédiennes dont Pierre Fresnay, Dominique Blanchar, Sacha Pitoëff, Michel Bouquet, Curd Jurgens, Michel Piccoli ou Delphine Seyrig[réf. nécessaire].

## Distinctions
- Prix Thyde Monnier
- Prix spécial du Comité de la SGDL
- Flamme d’Or Amnesty International, Bruxelles
- Prix Radio de la SACD pour l’ensemble de son œuvre de fiction radiophonique.